# Ташкіново
Ташкі́ново (рос. Ташкиново, башк. Ташкинов) — село у складі Башкортостану, Росія. Входить до складу Нефтекамського міського округу.
Населення — 2467 осіб (2010, 2003 у 2002).
Національний склад:
- башкири — 47 %
- росіяни — 27 %